# CAB
A informàtica,  CAB  (abreviatura de Cabinet) és el format natiu de fitxer comprimit de Microsoft Windows. Suporta compressió i signatura digital, i s'utilitza en una varietat de motors d'instal·lació de Microsoft: Setup API, Device Installer, AdvPack (per a la instal·lació de components ActiveX d'Internet Explorer) i Windows Installer.
Originalment va ser anomenat Diamond.
El format de fitxer CAB admet tres mètodes de compressió de dades:
- DEFLATE, creat per Phil Katz, l'autor del format de fitxer ZIP.
- Quantum, amb llicència de David Stafford, l'autor del Quantum archiver.
- LZX, creat per Jonathan Forbes i Tomi Poutanen, donat a Microsoft quan Jonathan es va unir a la companyia.

L'extensió d'arxiu CAB s'utilitza també en molts instal·ladors (InstallShield i altres), encara que no és el mateix format d'arxiu.

## Formats de compressió
| Compressor                | Total original (bytes) | Total comprimit (bytes) | Ratio de compressió |
| ------------------------- | ---------------------- | ----------------------- | ------------------- |
| 7-Zip (format 7z)         | 23,530,652             | 6,109,183               | 26%                 |
| WinRAR                    | 23,530,652             | 6,824,892               | 29%                 |
| CABARC                    | 23,530,652             | 7,434,325               | 32%                 |
| WinZip (maximum-PPMd)     | 23,530,652             | 8,200,708               | 35%                 |
| 7-Zip (format zip)        | 23,530,652             | 8,909,446               | 38%                 |
| WinZip (maximum-portable) | 23,530,652             | 9,153,898               | 39%                 |

| Format   | Compressió | Descompressió | Extensió de fitxer   |
| -------- | ---------- | ------------- | -------------------- |
| 7z       | X          | X             | 7z                   |
| ZIP      | X          | X             | zip                  |
| GZIP     | X          | X             | gz gzip tgz          |
| BZIP2    | X          | X             | bz2 bzip2 tbz2 tbz   |
| TAR      | X          | X             | tar                  |
| RAR      |            | X             | rar                  |
| CAB      |            | X             | cab                  |
| Arj      |            | X             | arj                  |
| Z        |            | X             | z taz                |
| CPIO     |            | X             | cpio                 |
| RPM      |            | X             | rpm                  |
| DEB      |            | X             | deb                  |
| LZH      |            | X             | lzh lha              |
| SPLIT    |            | X             | 001 002 ...          |
| CHM      |            | X             | chm chw hxs          |
| ISO      |            | X             | iso (imatgen CD/DVD) |
| COMPOUND |            | X             | msi doc xls ppt      |
| WIM      |            | X             | wim swm              |
| NSIS     |            | X             | exe                  |